# فدوى سيدي مدان
فدوى سيدي مدن ( مواليد 20 نوفمبر 1994) عداءة مغربية متخصصة في المسافات المتوسطة.
شاركت في سباق 3000 متر موانع في بطولة العالم لألعاب القوى 2015 ببكين، الصين.

## روابط خارجبة
- فدوى سيدي مدان على موقع الاتحاد الدولي لألعاب القوى (الإنجليزية)
- فدوى سيدي مدان على موقع الدوري الماسي (الإنجليزية)
- فدوى سيدي مدان على موقع اللجنة الأولمبية الدولية (الإنجليزية)
- فدوى سيدي مدان على موقع أوليمبيديا (الإنجليزية)
- فدوى سيدي مدان على موقع اللجنة الأولمبية المغربية (الفرنسية)